# Lycaena rufomarginata
Lycaena rufomarginata är en fjärilsart som beskrevs av Stetter-stättermayer 1937. Lycaena rufomarginata ingår i släktet Lycaena och familjen juvelvingar. Inga underarter finns listade i Catalogue of Life.